# Мигиренко, Георгий Сергеевич
Георгий Сергеевич Мигиренко (30 сентября 1916, Одесса, Херсонская губерния — 23 июля 1999, Новосибирск) — советский военный и партийный деятель, учёный в области механики, организатор науки, педагог высшей школы, доктор технических наук (1953), контр-адмирал (1962), лауреат Ленинской премии (1962), Заслуженный деятель науки и техники РФ.

## Биография
После окончания ФЗУ при заводе им. Октябрьской революции (1934) поступил в Одесский институт морского флота, который окончил в 1939 году. Обучение продолжил в Военно-морской академии в Ленинграде (факультет кораблестроения). Окончил академию с отличием, был занесён на доску Почёта. В начале Великой Отечественной войны был направлен на Северный флот, инженер по ремонту иностранных судов. Приходилось плавать по Баренцеву морю и приходить на Новую Землю.
После окончания войны защитил кандидатскую диссертацию по действию подводных взрывов на корабли, получил направление в докторантуру при Математическом институте имени В. А. Стеклова, научным консультантом стал академик М. А. Лаврентьев. Доктор технических наук (1954). Исследовал действие атомных взрывов на корабли, в 1957 году руководил экспериментами на Новой Земле по определению «влияния атомных взрывов на корабли и подводные лодки».
В 1958 году по приглашению М. А. Лаврентьева принял участие в организации Новосибирского Академгородка. Заведующий отделом Института гидродинамики СО АН СССР (1958). Возглавил Морскую секцию Сибирского отделения АН СССР, где занимался проблемами высокоскоростного подводного движения. Организовывал взаимодействие между Академией наук и военно-морским флотом.
В 1959 году вместе с М. А. Лаврентьевым, Г. В. Кузнецовым, Ю. А. Тришиным, Ю. И. Фадеенко участвовал в экспедиции на остров Серебрякова в устье Енисея, для проведения экспериментов по взрывному удалению ледовых заторов, задерживавших навигацию на северных реках. Разработанная методика была использована при ликвидации скалы на Казачинских порогах реки Енисей, мешавшей судоходству.
В 1962 году за работы в области механики (вместе с А. А. Дерибасом, В. М. Кузнецовым, М. М. Лаврентьевым, Ю. Л. Якимовым и Н. М. Сытым) ему была присуждена Ленинская премия.
С 1962 года руководил гидробионическими исследованиями, в частности изучением гидродинамических свойств подводного движения дельфинов.
При его руководстве и консультировании были защищены 41 докторская и 70 кандидатских диссертаций.
Преподавал в НЭТИ (НГТУ), где в течение нескольких лет был проректором, заведовал кафедрой.
Активно занимался партийной работой, был секретарем парторганизации Математического института АН СССР (в бытность секретарём инициировал письмо дирекции МИ АН Н. С. Хрущёву о строительстве нового здания для института, цели не достигшее), секретарем партийной организации СО АН СССР, членом бюро Новосибирского горкома партии.
Стал персонажем анекдотов (совместно с М. А. Лаврентьевым: «Везёт Лаврентьев адмирала Мигиренко на автомобиле…»).

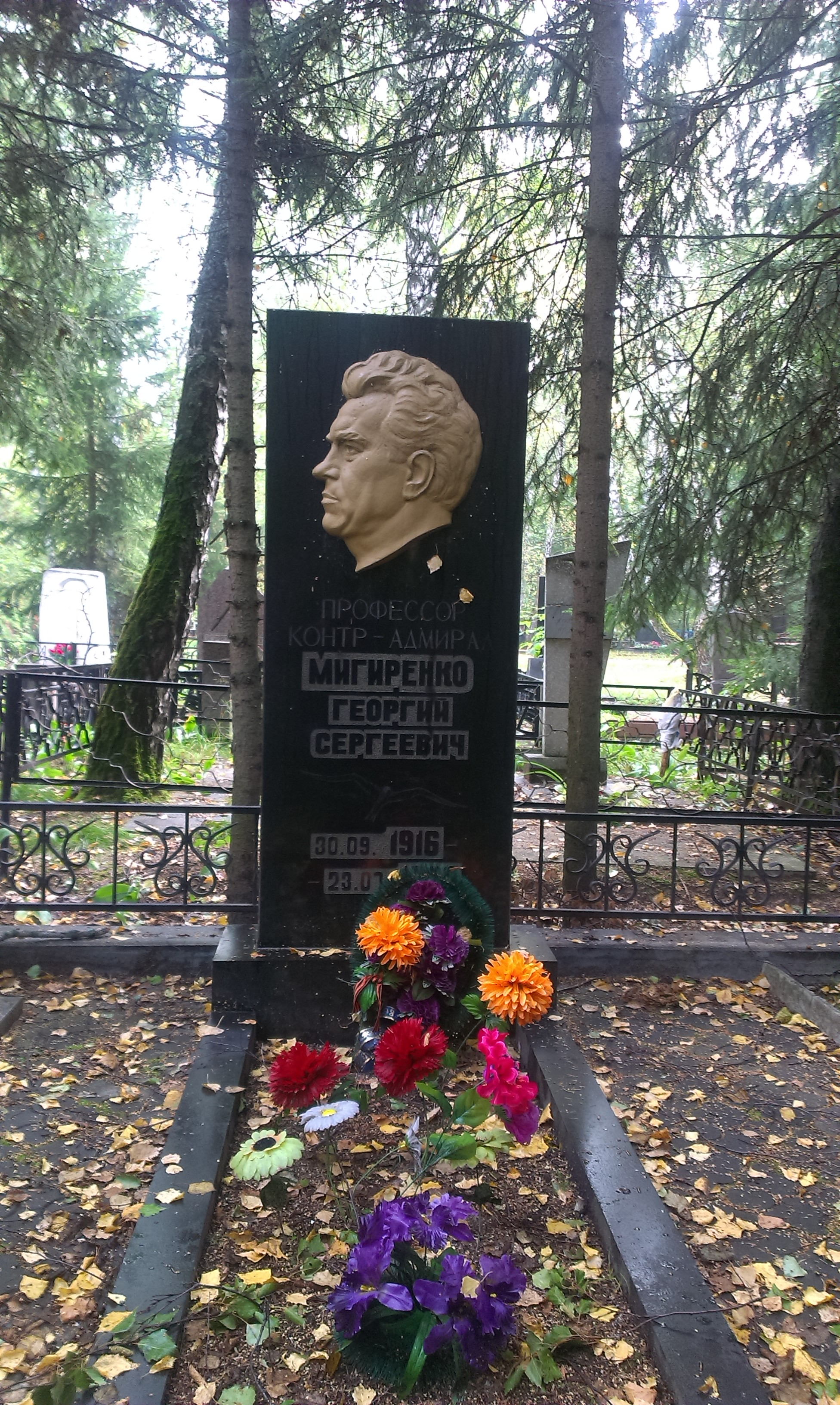
Могила Г. Мигиренко на Южном кладбище

Похоронен на Южном кладбище Новосибирска.

## Хобби
Окончил вечернюю консерваторию по классу вокала, выступал с вокальными номерами.
Издал поэтические сборники:
- «Мечты и явь соединяя». Новосибирск, 1998 (предисловие С. Потаповой)
- «Обмен небом». Новосибирск, «Горница», 1999 (совместно с Ю. А. Ведерниковым)[7].

Принял участие в конкурсе газеты «Аргументы и факты» на лучший текст гимна России

## Память
- Именем Мигиренко была названа Новосибирская морская спортивно-техническая школа;
- Имя Мигиренко получила малая планета № 5016, открытая 2 апреля 1976 года Крымской астрофизической обсерваторией).